# Rudolf Adlersparre
Rudolf Adlersparre (i riksdagen kallad Adlersparre i Gustafsvik, senare Adlersparre i Arvika), född 21 augusti 1819 i Varnums församling, Värmlands län, död 21 oktober 1908 i Grevegården, Arvika köpings församling, Värmlands län, var en svensk greve, officer, bruksägare och politiker. Han var yngre son till Georg Adlersparre.

## Biografi
Adlersparre blev 1838 underlöjtnant vid Svea artilleriregemente och 1839 vid Livregementets husarer. Han blev löjtnant 1845, tog avsked ur armén 1847 och ägnade sig sedan åt bruksdrift i Värmland. Som riksdagsman var Adlersparre ledamot av Ridderskapet och adeln från 1847. Han var efter ståndsriksdagens avskaffande ledamot av första kammaren 1867–1874 och 1877–1885 för Värmlands läns valkrets. I riksdagen skrev han fem egna motioner om ändringar i kommunallagen och strafflagen, förvaltningen av allmänna donationsmedel samt föreskrifter för svedjebruk.
Adlersparre var bosatt på Gustafsviks säteri i Varnums socken och lät där uppföra Österviks kapell. Han blev greve vid sin broders frånfälle 1889, och med honom utslocknade senare ätten Adlersparres grevliga och friherrliga gren. Han var gift med Ida, född Broms, dotter till brukspatronen Johan Conrad Broms och Brita Lovisa Kihlstedt.

## Utmärkelser
- Riddare av Nordstjärneorden,  1 december 1876[2]

[Redigera Wikidata]